# Bahnstrecke Lübeck–Bad Kleinen
| |                                               |                                 |                                 |
| Streckennummer: | 1122                                          |                                 |                                 |
| Kursbuchstrecke (DB): | 175 (DR: 782)                                 |                                 |                                 |
| Kursbuchstrecke: | 104 (1934) 118 (Herrnburg – Bad Kleinen 1946) |                                 |                                 |
| Streckenlänge: | 61,9 km                                       |                                 |                                 |
| Spurweite: | 1435 mm (Normalspur)                          |                                 |                                 |
| Streckenklasse: | D4                                            |                                 |                                 |
| Streckengeschwindigkeit: | 120 km/h                                      |                                 |                                 |
| Zugbeeinflussung: | PZB                                           |                                 |                                 |
| Zweigleisigkeit: | –                                             |                                 |                                 |
| |                                               |                                 |                                 |
| \| \| \| von Puttgarden \| \| \| \| 0,00 \| Lübeck Hbf \| Lübeck Hbf \| \| \| \| nach Bad Segeberg \| \| \| \| \| Elbe-Lübeck-Kanal \| \| \| \| 2,60 \| Lübeck Hgbf Abzw nach Hamburg \| Lübeck Hgbf Abzw nach Hamburg \| \| \| \| nach Lüneburg \| \| \| \| 6,10 \| Strecknitz (Abzw) \| Strecknitz (Abzw) \| \| \| \| \| \| \| \| 6,40 \| Lübeck-St. Jürgen \| Lübeck-St. Jürgen \| \| \| \| Wakenitz \| \| \| \| \| nach Lübeck-Schlutup \| \| \| \| 9,517 \| Landesgrenze SH/MV \| Landesgrenze SH/MV \| \| \| 10,20 \| Herrnburg \| Herrnburg \| \| \| 13,5010,90 \| Kilometrierungswechsel \| Kilometrierungswechsel \| \| \| 11,20 \| Lüdersdorf (Meckl) (ehem. Bf) \| Lüdersdorf (Meckl) (ehem. Bf) \| \| \| 19,350 \| Schönberg (Meckl) \| Schönberg (Meckl) \| \| \| \| nach Dassow \| \| \| \| 25,250 \| Menzendorf (PV bis Juni 1996) \| Menzendorf (PV bis Juni 1996) \| \| \| 29,00 \| Grieben (Meckl) \| Grieben (Meckl) \| \| \| 32,20 \| Regionalbereichsgrenze Nord/Ost \| Regionalbereichsgrenze Nord/Ost \| \| \| \| Börzow \| \| \| \| \| Stepenitz \| \| \| \| \| von Klütz \| \| \| \| 36,70 \| Grevesmühlen \| Grevesmühlen \| \| \| 44,00 \| Plüschow (ehem. Bf) \| Plüschow (ehem. Bf) \| \| \| 50,60 \| Bobitz \| Bobitz \| \| \| \| Gallentin West (Abzw) \| \| \| \| \| nach Gallentin Süd (geplant) \| \| \| \| \| von Schwerin \| \| \| \| 59,30 \| Bad Kleinen \| Bad Kleinen \| \| \| \| nach Wismar \| \| \| \| \| nach Bützow \| \| |                                               |                                 |                                 |
| Strecke |                                               | von Puttgarden                  | von Puttgarden                  |
| Bahnhof | 0,00                                          | Lübeck Hbf                      | Lübeck Hbf                      |
| Abzweig geradeaus und ehemals nach rechts |                                               | nach Bad Segeberg               | nach Bad Segeberg               |
| Brücke über Wasserlauf |                                               | Elbe-Lübeck-Kanal               | Elbe-Lübeck-Kanal               |
| Abzweig geradeaus, nach rechts und ehemals von rechts | 2,60                                          | Lübeck Hgbf Abzw nach Hamburg   | Lübeck Hgbf Abzw nach Hamburg   |
| Abzweig geradeaus und nach rechts |                                               | nach Lüneburg                   | nach Lüneburg                   |
| Blockstelle | 6,10                                          | Strecknitz (Abzw)               | Strecknitz (Abzw)               |
| Abzweig geradeaus und nach links · Strecke von rechts |                                               |                                 |                                 |
| Haltepunkt / Haltestelle · Strecke | 6,40                                          | Lübeck-St. Jürgen               | Lübeck-St. Jürgen               |
| Brücke über Wasserlauf · Brücke über Wasserlauf |                                               | Wakenitz                        | Wakenitz                        |
| Strecke · Strecke nach links |                                               | nach Lübeck-Schlutup            | nach Lübeck-Schlutup            |
| Grenze | 9,517                                         | Landesgrenze SH/MV              | Landesgrenze SH/MV              |
| Bahnhof | 10,20                                         | Herrnburg                       | Herrnburg                       |
| Kilometer-Wechsel | 13,5010,90                                    | Kilometrierungswechsel          | Kilometrierungswechsel          |
| Haltepunkt / Haltestelle | 11,20                                         | Lüdersdorf (Meckl) (ehem. Bf)   | Lüdersdorf (Meckl) (ehem. Bf)   |
| Bahnhof | 19,350                                        | Schönberg (Meckl)               | Schönberg (Meckl)               |
| Abzweig geradeaus und ehemals nach links |                                               | nach Dassow                     | nach Dassow                     |
| Dienststation / Betriebs- oder Güterbahnhof | 25,250                                        | Menzendorf (PV bis Juni 1996)   | Menzendorf (PV bis Juni 1996)   |
| Bahnhof | 29,00                                         | Grieben (Meckl)                 | Grieben (Meckl)                 |
| Wechsel des Eisenbahninfrastrukturunternehmens | 32,20                                         | Regionalbereichsgrenze Nord/Ost | Regionalbereichsgrenze Nord/Ost |
| ehemaliger Dienststation / Betriebs- oder Güterbahnhof |                                               | Börzow                          | Börzow                          |
| Brücke über Wasserlauf |                                               | Stepenitz                       | Stepenitz                       |
| Abzweig geradeaus und ehemals von links |                                               | von Klütz                       | von Klütz                       |
| Bahnhof | 36,70                                         | Grevesmühlen                    | Grevesmühlen                    |
| Haltepunkt / Haltestelle | 44,00                                         | Plüschow (ehem. Bf)             | Plüschow (ehem. Bf)             |
| Bahnhof | 50,60                                         | Bobitz                          | Bobitz                          |
| ehemalige Blockstelle |                                               | Gallentin West (Abzw)           | Gallentin West (Abzw)           |
| Abzweig geradeaus und ehemals nach rechts |                                               | nach Gallentin Süd (geplant)    | nach Gallentin Süd (geplant)    |
| Abzweig geradeaus und von rechts |                                               | von Schwerin                    | von Schwerin                    |
| Bahnhof | 59,30                                         | Bad Kleinen                     | Bad Kleinen                     |
| Abzweig geradeaus und nach links |                                               | nach Wismar                     | nach Wismar                     |
| Strecke |                                               | nach Bützow                     | nach Bützow                     |

Die Bahnstrecke Lübeck–Bad Kleinen ist eine eingleisige, nicht elektrifizierte Hauptbahn in den Bundesländern Schleswig-Holstein und Mecklenburg-Vorpommern. Sie wurde zunächst von der Lübeck-Kleinener Eisenbahn-Gesellschaft erbaut und nach deren Zahlungsunfähigkeit von der Mecklenburgischen Friedrich-Franz-Eisenbahn komplettiert und eröffnet.

## Betrieb und Geschichte

### Vorgeschichte

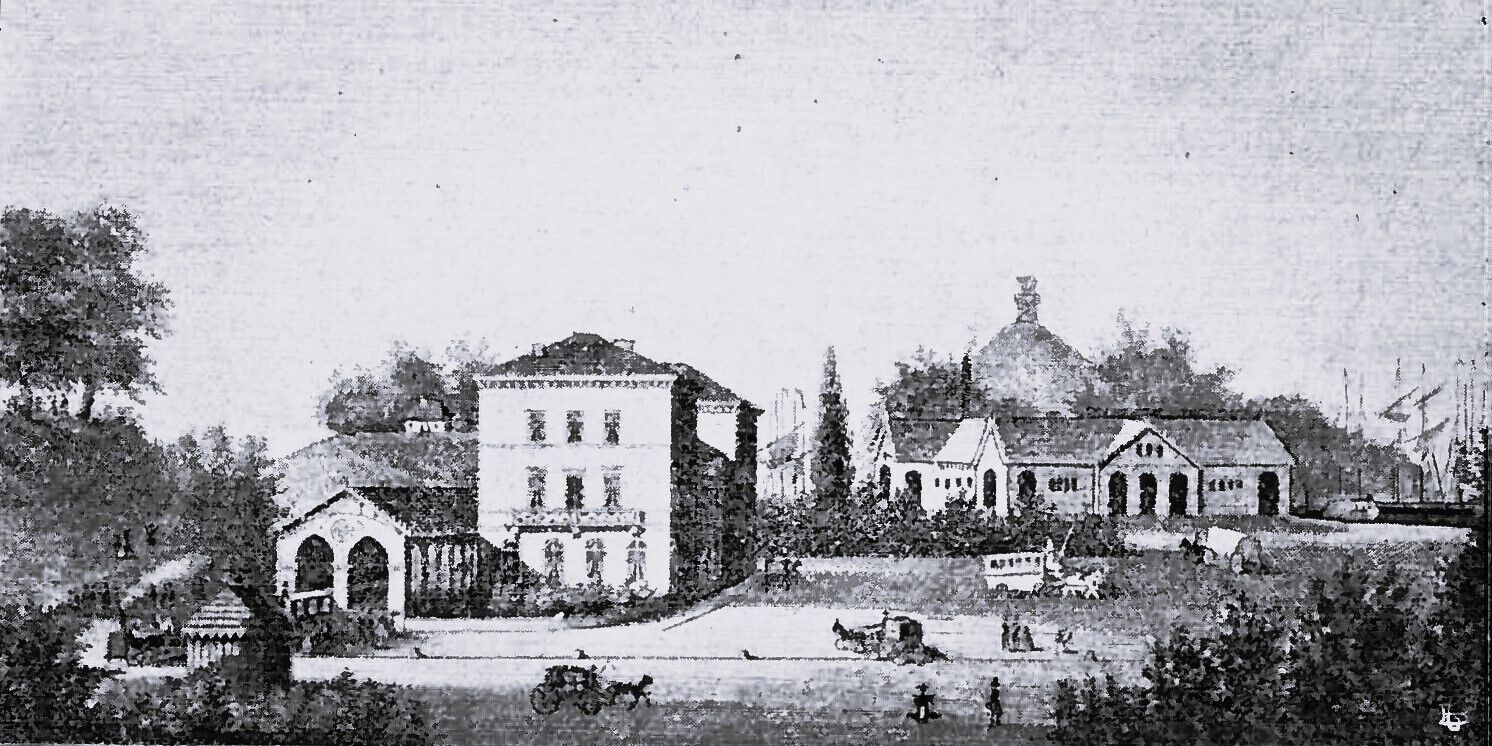
Bahnhof zu Lübeck (1851)

In den 1850er Jahren planten die beiden Großherzogtümer Mecklenburg-Schwerin und Mecklenburg-Strelitz eine Ost-West-Verbindung durch ihre Hoheitsgebiete. Diese sollte in Lübeck an die bestehende Verbindung der Lübeck-Büchener Eisenbahn anknüpfen, bei Kleinen die Staatsbahnstrecke Hagenow–Wismar kreuzen und unter Nutzung der bereits bestehenden Bahnstrecke Bad Kleinen–Rostock nach Bützow und Güstrow weiter nach Neubrandenburg führen. Von dort aus sollte es über Strasburg über die Landesgrenze nach Stettin gehen. Während der mittlere Abschnitt als Staatsbahnstrecke ausgeführt wurde, sollte der Westabschnitt Lübeck–Kleinen durch eine private Gesellschaft gebaut und betrieben werden. Dies machte einen Staatsvertrag und dazugehörende Vereinbarungen zwischen der Freien und Hansestadt Lübeck, Mecklenburg-Schwerin und Mecklenburg-Strelitz erforderlich. Beim Bau des Bahndamms der Bahnstrecke musste ein Stück des Lübecker Landgrabens verlegt werden, wodurch sich auch die Grenze zwischen der Freien und Hansestadt Lübeck und dem Fürstentum Ratzeburg verschob. Der neue Verlauf von Landgraben und Grenze wurde durch einen Grenzrezess zwischen Lübeck und Mecklenburg-Strelitz vom 19./21. Januar 1869 kodifiziert.
Die dazu neu gegründete Lübeck-Kleinener Eisenbahn-Gesellschaft wurde 1865 mit dem Bau beauftragt. Dieser sollte bis spätestens 1867 abgeschlossen sein. Es kam jedoch zu Verzögerungen im Bau, da die von der Gesellschaft vorgesehene Streckenführung mehrmals abgeändert wurde und diese letztendlich finanziell nicht mehr imstande war, die Strecke zu errichten. Nach ihrer Liquidation übernahm die Friedrich-Franz-Eisenbahn die Führung des Baus und schloss diesen 1870 ab. Am 1. Juli 1870 verkehrte der erste Zug die knapp 60 Kilometer lange Strecke von Lübeck über Schönberg, Grevesmühlen und Bobitz nach Kleinen.

### 1870–1945

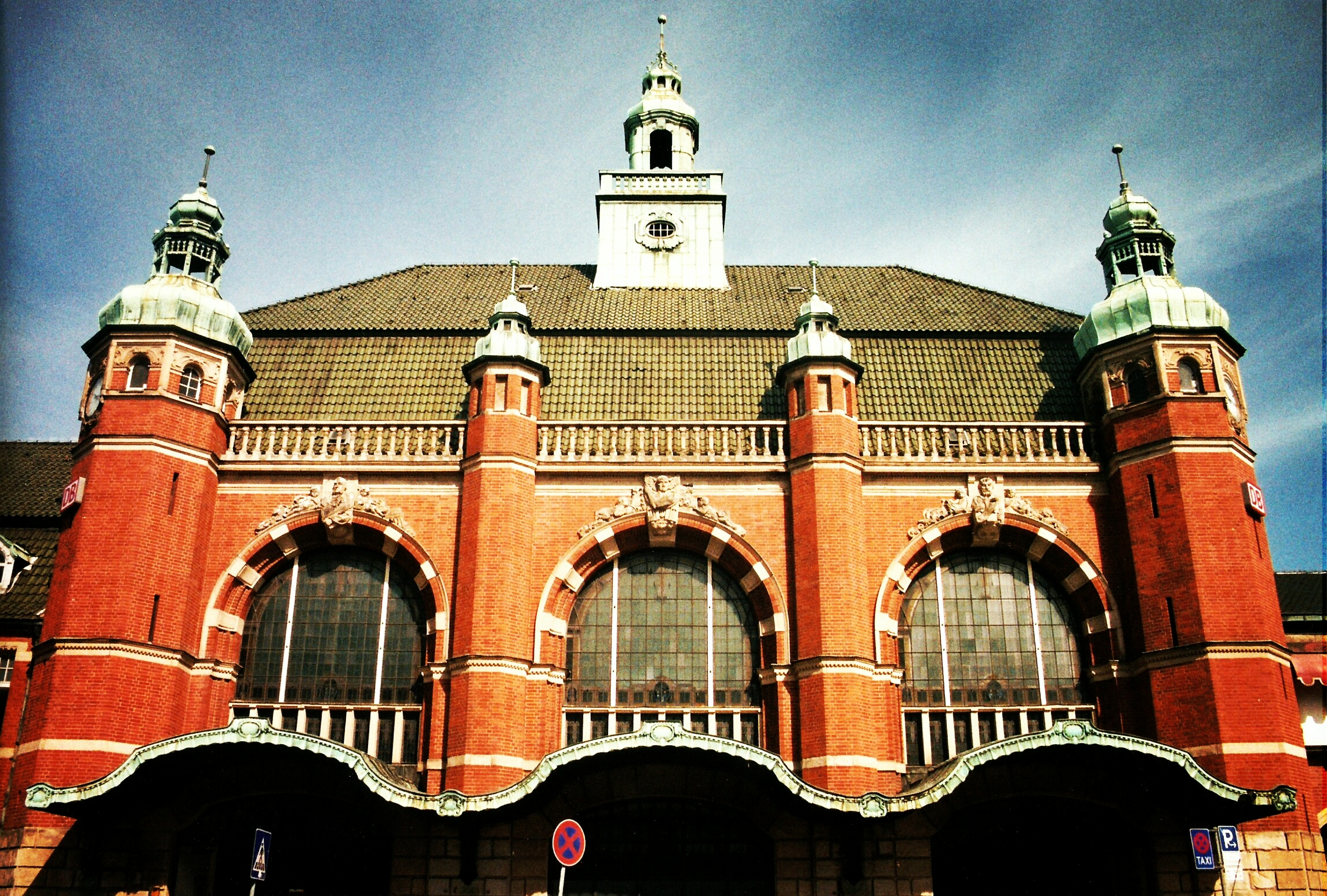
Lübecker Hauptbahnhof

Die Strecke war zunächst nicht von sonderlicher Bedeutung. So verkehrten 1885 nur wenige Personenzüge pro Tag in beiden Richtungen. Der Aufschwung kam erst im beginnenden 20. Jahrhundert. Unter der Leitung von Walther Brecht, Direktor der Lübeck-Büchener Eisenbahn-Gesellschaft, wurden die Bahnanlagen in Lübeck in den Jahren 1907/08 umgestaltet und der neue Lübecker Hauptbahnhof als zentrale Station der Stadt neu eröffnet. Die Konzentration aller Strecken ermöglichte dadurch durchgehende Züge von Hamburg über Lübeck, Kleinen und Neubrandenburg bis nach Stettin. Die Verbindung hatte bis zum Zweiten Weltkrieg als Kursbuchstrecke 118 Bestand. Für den Fährverkehr nach Skandinavien über Warnemünde und Sassnitz hatte sie große Bedeutung.

### 1945–1989

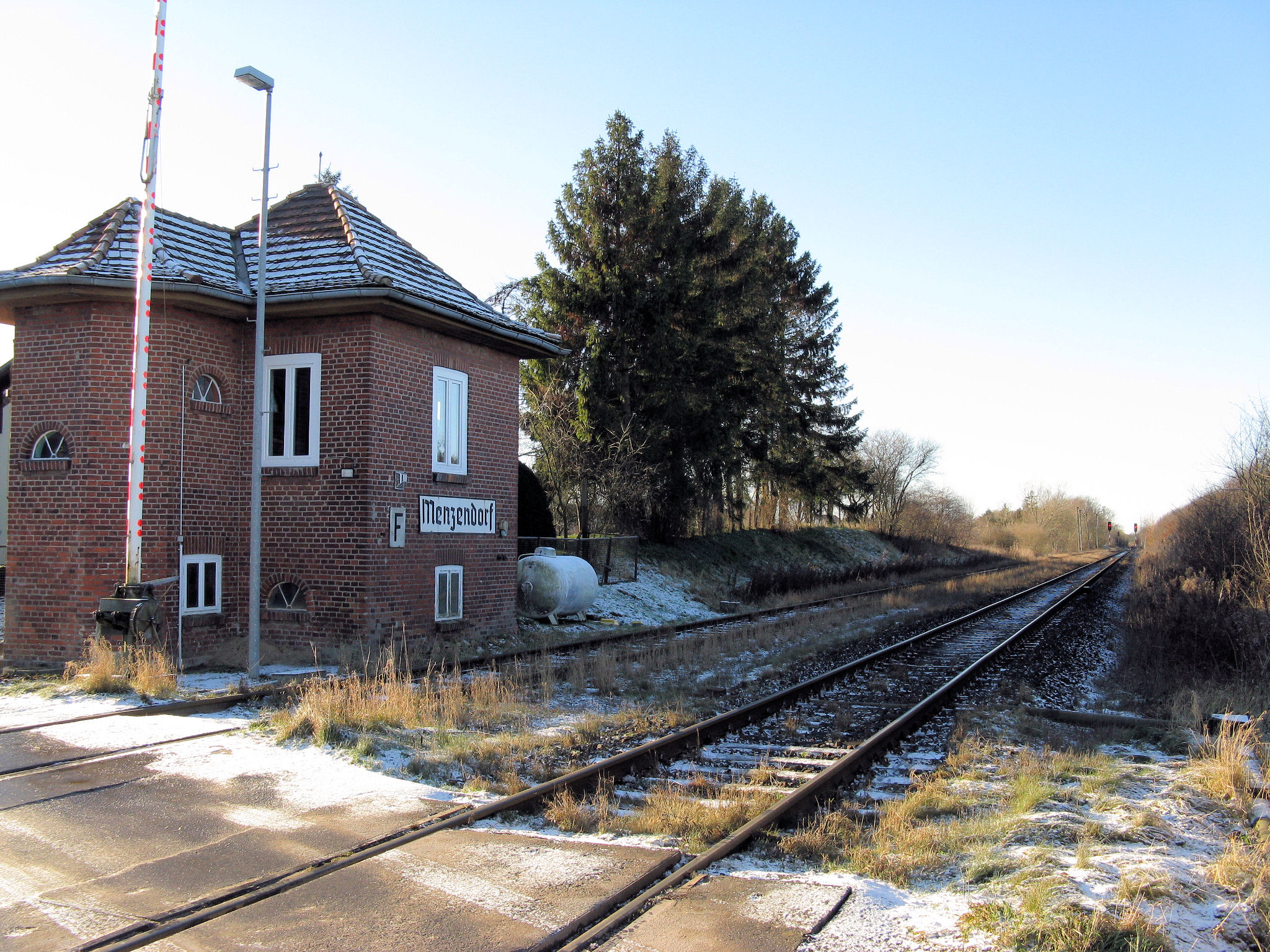
Bahnübergang und Stellwerk in Menzendorf

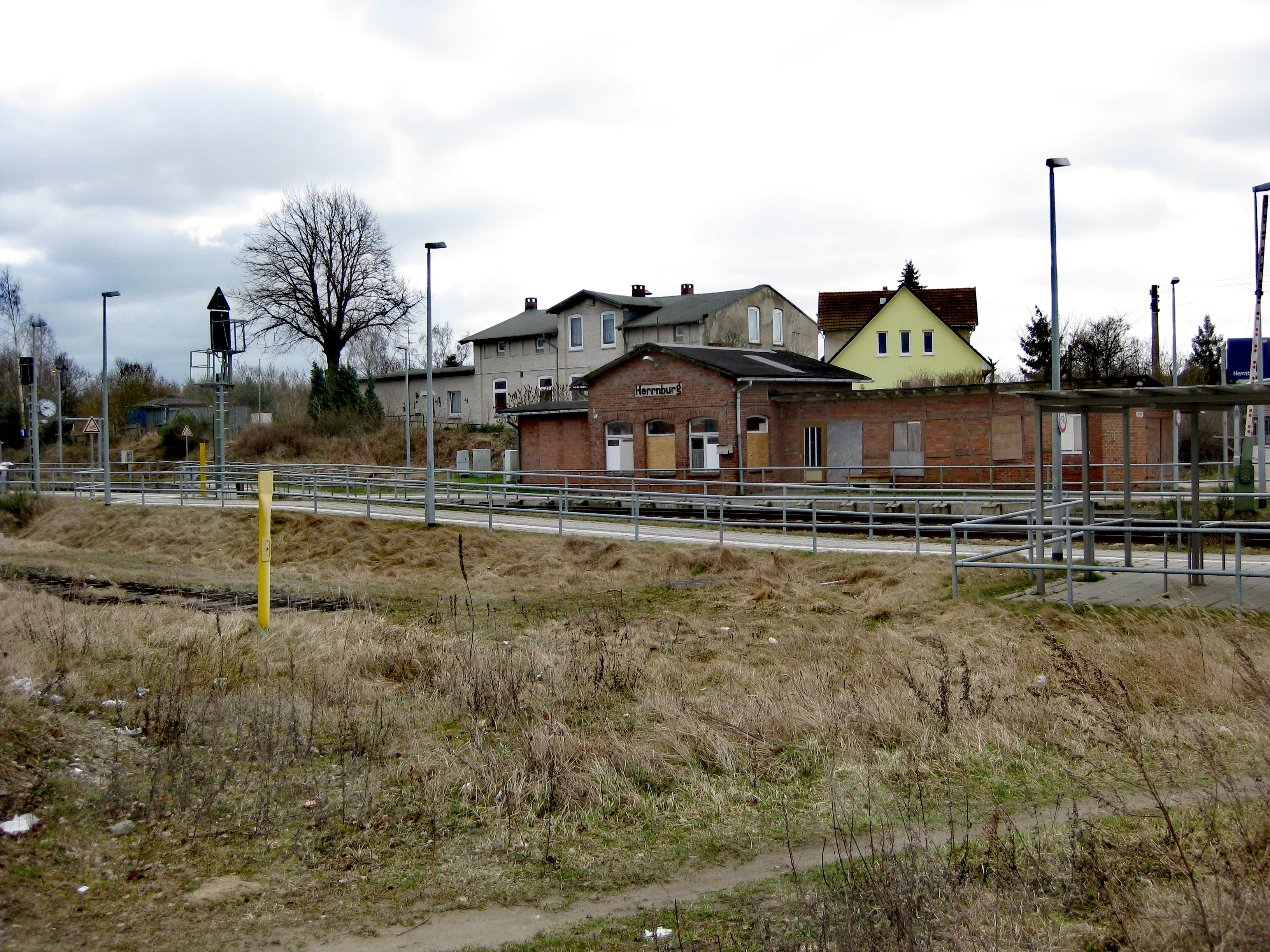
Bahnhof Herrnburg

Nach 1945 endete zunächst der durchgehende Verkehr, da sich unmittelbar östlich von Lübeck die Zonengrenze zwischen der britischen und der sowjetischen Besatzungszone befand. Das zweite Gleis wurde als Reparationsleistung abgebaut (siehe Liste). Nach einem kurzzeitigen Wiederaufleben des Zugverkehrs war zwischen 1952 und 1960 der Verkehr über die Grenze der Bundesrepublik und der DDR wieder eingestellt. Seit dem 20. März 1960 verkehrte neben einigen Güterzügen ein Interzonenzugpaar von Hamburg über Lübeck nach Rostock. Der genaue Zuglauf änderte sich im Laufe des Jahres mehrfach. In den ersten Jahren fuhr der Zug weiter nach Saßnitz mit Anschluss zur Fähre nach Schweden. Auch danach fuhr der Zug oft weiter bis Stralsund. Zeitweise führte er Kurswagen nach Neubrandenburg. In den letzten Jahren vor dem Mauerfall fuhr der Zug von Köln über Hamburg nach Rostock. Zu Feiertagen verkehrten zusätzliche Entlastungszüge.
Die Kontrolle der Reisenden in den Interzonenzügen durch die Grenzorgane und den Zoll der DDR fand im Bahnhof Herrnburg und im fahrenden Zug zwischen Herrnburg und Bad Kleinen statt. Während der Kontrolle in Herrnburg verweilten die Züge am Bahnsteig. Reisende, die hier den Zug verließen, um die Fahrt mit einem Personenzug in Richtung Grevesmühlen fortzusetzen, wurden in einem separaten Kontrollbereich abgefertigt. Dieser bestand bis in die 1970er-Jahre aus alten zweiachsigen Personenwagen, die auf dem gegenüberliegenden Gleis abgestellt waren. Um zu verhindern, dass jemand unter diese Personenwagen gelangen konnte, waren sämtliche offenen Bereiche unter und zwischen den Wagen mit grün gestrichenen Bretterwänden verschlossen.
Während auf westdeutscher Seite bis zur Grenze kein Unterwegshalt vorhanden war und sich dementsprechend kein Nahverkehr ergab, verblieb auf dem Ostabschnitt Herrnburg–Bad Kleinen Regionalverkehr (1989 fünf Zugpaare ab Herrnburg, acht ab Grevesmühlen).
In der zweiten Hälfte der 1980er-Jahre wurde im Zuge des kleinen Grenzverkehrs das Angebot um ein weiteres Eilzugpaar Lübeck–Schwerin an Wochenenden ergänzt. Nachdem die DDR-Führung einige Reiseerleichterungen verordnete und so mehr DDR-Bürgern als vorher die Reise in den Westen möglich war, wurde im Mai 1989 ein zusätzliches Zugpaar Güstrow–Hamburg eingelegt. Es hielt auch in Grevesmühlen; der Schnellzug Köln–Rostock (nur in diese Richtung) hatte bereits einige Jahre vorher dort einen Verkehrshalt bekommen.

### Seit 1989

Verkehrsprojekte Deutsche Einheit (Übersichtskarte)

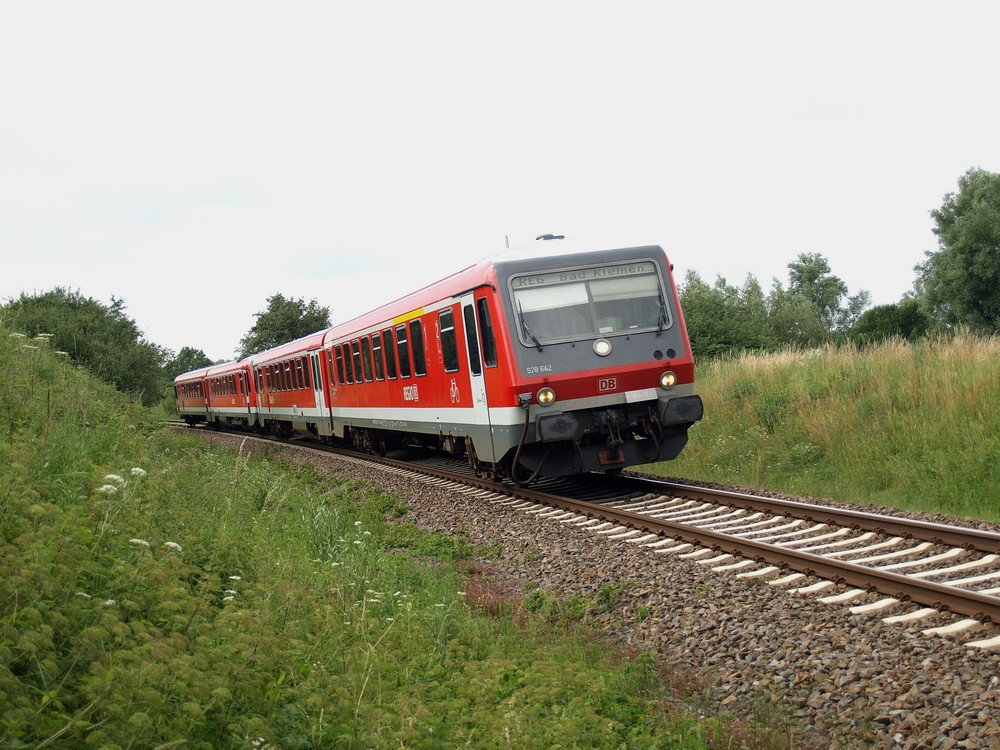
Doppeleinheit der Baureihe 628 in der Nähe von Bobitz

Nach dem Fall der Mauer nahmen Nachfrage und Angebot auf dieser Strecke deutlich zu. Infolge der Deutschen Wiedervereinigung wurde die Strecke deswegen Bestandteil des Verkehrsprojekts Deutsche Einheit Nr. 1. Dieses sah den Ausbau der Verbindung Lübeck–Rostock–Stralsund für eine Geschwindigkeit von 160 km/h vor, allerdings bis Bad Kleinen weiterhin nur eingleisig.
Im Januar 1993 wurde mit dem Neubau von drei Brücken begonnen. Am 6. Februar 1993 wurde an der Stepenitzbrücke bei Börzow der Grundstein für den Ausbau gelegt. Die Arbeiten am gesamten Abschnitt zwischen Lübeck und Bad Kleinen sollten 1995 abgeschlossen sein, bis 1997 sollte das gesamte Projekt VDE 1 abgeschlossen werden. Der Ausbau verlief schleppend und ist bis heute noch nicht abgeschlossen.
Die Bedeutung der Strecke hat seit Mitte der 1990er Jahre, als zwei Fernverkehrslinien (Stralsund–Rostock–Hamburg und Berlin/Leipzig–Lübeck–Kiel) jeweils im Zweistundentakt verkehrten, merklich abgenommen. Zum einen wurden die Züge zwischen Rostock und Hamburg über die Strecke Schwerin–Büchen geleitet, zum anderen wurde die Interregio-Linie Lübeck–Leipzig 2001 komplett eingestellt. Auf der Linie Lübeck–Berlin verkehrten bis 2002 noch einzelne Interregio-Zugpaare. Seitdem dient die Strecke nur noch dem Regionalverkehr.
Der Haltepunkt Lübeck-St. Jürgen wurde am 15. Dezember 2002 in Betrieb genommen. Er erschließt einen Teil des Lübecker Südens im Stadtteil St. Jürgen.
Zwischen Lübeck und Bad Kleinen verkehren etwa im Stundentakt Züge der Linie RE 4, alle zwei Stunden fahren die Züge von Bad Kleinen weiter über Güstrow und Neubrandenburg nach Szczecin Główny. Die Stationen Grieben (Meckl), Plüschow und Bobitz werden nur alle zwei Stunden bedient. Seit Oktober 2015 setzt DB Regio Dieseltriebwagen der Baureihe 623 (LINT 41) ein. Früher verkehrten Lokomotiven der Baureihe 218 mit n-Wagen sowie Dieseltriebwagen der Baureihe 628.

### Elektrifizierung und Ausbau
Die Strecke soll elektrifiziert und ausgebaut werden. Bei der Aufstellung des Bundesverkehrswegeplans 2030 im Jahr 2016 war ein Ausbau der Strecke zunächst nur als potentieller Bedarf enthalten. Nach weiteren Untersuchungen stieg 2018 das Projekt ABS Lübeck – Schwerin mit einem Nutzen-Kosten-Verhältnis von 1,0 in den vordringlichen Bedarf auf.
Vorgesehen ist neben der Elektrifizierung unter anderem eine Erhöhung der Streckengeschwindigkeit auf bis zu 160 km/h sowie der Bau einer Verbindungskurve in Bad Kleinen zur Strecke nach Schwerin. Dadurch wird eine direkte Verbindung für Güterzüge zwischen Lübeck und Stendal geschaffen, die den Knoten Hamburg entlastet. Außerdem soll die Fahrzeit Lübeck–Schwerin auf 54 Minuten reduziert werden. Im August 2022 rechnete das Bundesverkehrsministeriums mit einer Inbetriebnahme im Dezember 2027. Nach Angaben der Landesregierung Mecklenburg-Vorpommern sollte Stand 2023 die Fertigstellung Mitte 2028 erfolgen. Das Eisenbahn-Bundesamt erließ am 26. Februar 2025 den Planfeststellungsbeschluss für den Planfeststellungsabschnitt 1 (PFA 1, Bad Kleinen – Grevesmühlen/Börzow und Verbindungskurve Bad Kleinen). Im April 2025 begannen die Bauarbeiten. Das Planfeststellungsverfahren für den PFA 2 Grevesmühlen/Börzow – Landesgrenze Mecklenburg-Vorpommern/Schleswig-Holstein lief Anfang 2025, den Planfeststellungsantrag für den PFA 3 Landesgrenze Mecklenburg-Vorpommern/Schleswig-Holstein – Lübeck plant die Deutsche Bahn in der ersten Hälfte des Jahres 2025 einzureichen.